# Mixels
Mixels este un serial de animație creat de John Fang și David P. Smith pentru Cartoon Network. Serialul se concentrează pe Mixeli, mici creaturi care se pot mixa și combina unul cu celălalt. Mixelilor li se opun Nixelii, un grup de creatori mici, incolore și malefice conduși de Regele Nixel.
În România, acest serial a avut premiera pe 3 februarie 2014, chiar înainte de premiera sezonului 2 din Dragonii.
În Statele Unite, acest serial a avut premiera pe 12 februarie 2014 împreună cu Haideți, Tinerii Titani!.

## Despre serial
Mixelii sunt creaturi comice, neastâmpărate, care viețuiesc în triburi de câte trei, într-o lume a combinațiilor. Ei se pot combina în interiorul aceluiași trib, pentru a obține Mixeli mai mari și mai complecși, sau cu un alt trib, pentru a deprinde abilitățile celuilalt trib. Nu e nevoie decât de doi Mixeli gata de treabă și de un Cubit, un pătrat magic care găsește o metodă unică de a-i combina. Cu cât sunt mai mulți Mixeli disponibili, cu atât mai multe combinațiile posibile. Dar fii cu ochii în patru după Nixeli! Dacă Mixelii adoră să combine, Nixelii - să dividă!

## Personaje

### Mixeli

#### Infernalii (Infernites)
Un trib bazat pe foc. Când se combină, aceștia devin o creatură ca un dragon cu două picioare și respirație în flăcări. Cubiții lor sunt roșii
- Flain - Flain e istețul. Este strategul perfect și prudența întruchipată și încearcă să-și păstreze calmul în orice situație. Dar când gândește prea mult, îi ia foc capul! Flain este din tribul Infernalilor și sălășluiește în pustietățile de magmă din apropierea centrului Pământului.
- Zorch - Un poznaș fără pic de astâmpăr, scapă nepedepsit din orice situație. Cu propulsie turbo pe spate, corpul lui îndesat e deplasat de colo colo cu viteză uluitoare. Îți joacă o festă, dar până să te-ntorci spre el, nu mai rămâne decât o dâră de fum. Zorch e iute de mânie, ca toți Infernalii.
- Vulk - E puternicul. N-o fi având el o minte sclipitoare, dar are o inimă incandescentă. Cu mâinile sale încălzite poate săpa un tunel de evacuare sau poate face suprafețele fierbinți, împiedicându-i astfel pe inamici să traverseze. Din păcate, i se întâmplă adesea să uite că are o sobă în loc de mână, și când dai noroc cu el, e vai și-amar. Vulk face parte din tribul Infernalilor și e foarte util la făcut grătar.
- Burnard -
- Flamzer -
- Meltus -

#### Cragsterii (Cragsters)
Un trib bazat pe piatră. Când se combină, aceștia devin o rocă gigantă humanoidă care se poate transforma într-un bolovan care poate roti dușmanii. Cubiții lor sunt negrii.
- Krader - Krader e un tip dur, iute la mânie și care nu știe de glumă. Cu aceste calități, e liderul nedeclarat al Cragsterilor. Are o mână rotitoare foarte ascuțită care trece și prin stâncă sau cu care poate săpa gropi adânci. Cu atitudinea lui, nimeni nu îndrăznește să se pună cu el. Ca toți ceilalți Cragsteri, Krader își petrece mai tot timpul explorând și strângând pietre și comori.
- Seismo - Un Mixel timid și cam stresat. Dacă Seismo se agită ar putea bate din picioare, și-atunci să te ții! Are niște picioare uriașe, cu care poate provoca cutremure ce fisurează mai multe straturi de rocă. Seismo e din tribul Cragsterilor și locuiește într-o vastă rețea de tuneluri și peșteri.
- Shuff - Un Cragster foarte de treabă, Shuff e stângaci și timid. Încearcă tot timpul să ajute, dar de regulă sfârșește prin a nimici totul în jur. Corpul lui e ca o ghiulea de demolări. Asta îl scoate din minți pe Krader, dar Shuff pare hotărât să-i readucă zâmbetul pe buze.

#### Electroizii (Electroids)
Un trib bazat pe electricitate. Când se combină, aceștia devin o creatură ca un leu cu două picioare care poate trage cu electricitate din coada sa. El are de asemenea electrokinesis. Cubiții lor sunt galbeni
- Teslo - Teslo este un cățărător neînfricat și inventiv, care se folosește de coada sa electrostatică pentru a se cocoța pe orice suprafață. Teslo e ales întotdeauna iscoadă pentru tribul lui, Electroizii, dar are un secret pe care nu îndrăznește să-l spună celorlalți... îi e foarte frică de înălțime
- Zaptor - E întotdeauna însetat de adrenalină și gata oricând de orice. Corpul lui e ca un paratrăsnet, și astfel poate depozita și genera explozii uriașe de energie. Din păcate, mai toți prietenii lui suferă de insolație, din cauza exploziilor lui orbitoare. Zaptor trăiește sus, în Munții Mixel, cu ceilalți Electroizi.
- Volectro - Un Mixel distrat și tare glumeț, care a suferit cam prea multe șocuri. Se trage din tribul Electroizilor, iar corpul său atrage obiectele din jur cu energia statică pe care o emite. E cel mai grav caz de energie electrostatică din lume! Din fericire, a descoperit o metodă prin care să profite de ea. Din nefericire, nu reușește să controleze întotdeauna obiectele pe care le atrage - cum ar fi alți Mixeli... sau copaci... sau nave de croazieră...

#### Geriștii (Frosticons)
Un trib bazat pe gheață. Ei trăiesc în părțile ghețoase a vulcanilor morți. Cubiții lor sunt albaștrii deschis.
- Slumbo - Slumbo e geristul somnoros și doar un cutremur îl poate trezi din somn. Adoarme când ți-e lumea mai dragă, cum ar fi în timp ce mănâncă sau în plină cădere de pe o stâncă. Somnul îl ajută să-și conserve forța incredibilă. Are capacitatea uluitoare de a muta munții din loc.
- Lunk - Lunk este geristul lent. N-o fi el prea isteț sau grațios, dar nu se dă bătut în ruptul capului. E caraghios când se clatină pe gheață, ținându-și echilibrul cu mânuțele lui îndesate. Totuși, armura sa groasă de gheață îl face incredibil de rezistent, permițându-i să scape dintr-o cotonogeală fără să se facă praf. Își petrece majoritatea timpului "dormind în front", ca și ceilalți geriști.
- Flurr - Flurr e cel mai treaz gerist, care nu pare să doarmă niciodată. Asta îl face din oficiu căpetenia tribului. E curios din fire și îi place să exploreze tărâmurile Geriștilor, fiind tot timpul cu ochii în patru, în caz de probleme, în ciuda faptului că adesea nu vede lucruri aflate chiar în fața lui… cum ar fi o stalactită.
- Chilbo -
- Krog -
- Snoof -

#### Gașca Mâncăcioșilor (Fang Gang)
Un trib bazat pe dinți care trăiesc la fermă și fac mâncare pentru apetitul lor. Cubiții lor sunt roșii-maronii.
- Chomly - Chomly e un compactor de gunoi cam somnoros. Atenție la mâini și la picioare, că înfulecă orice. Asta explică și de ce îi miroase gura. În plus, se mai și mișcă extrem de încet. La fel ca și alți membri din gașca Mâncăcioșilor, el locuiește la o fermă neobișnuită.
- Gobba - Gobba  super papile gustative. Cu limba lui lungă ca un bici, are un simț incredibil al gustului și nemaipomenit de precis. Gobba își poate folosi limba și pentru a găsi obiecte pierdute, asemenea unui câine de vânătoare. El poate simți chiar și gustul sentimentelor… tristețea e nespus de sărată!
- Jawg - Jawg e un Mixel nespus de loial și neastâmpărat, fiind liderul găștii Mâncăcioșilor. Nimic nu-i poate sta în cale când trebuie să-și protejeze tribul, folosindu-și dinții incredibil de mari și ascuțiți pentru a-i alunga pe intruși.

#### Flexeri (Flexers)
Un trib bazat pe flexibilitate care trăiește în Sproingylands. Își folosesc talentele elastice pentru a înfrânge nixelii.
- Kraw - Kraw e liderul tribului Flexerilor. E mic de statură, dar se crede cel mai mare și isteț Mixel din toate timpurile. Lui Kraw îi place să provoace pe toată lumea la un duel de inteligență, iar principalele lui atuuri sunt statura sa, forma și elasticitatea de care se folosește pentru a se transforma în minge.
- Tentro - Tentro este cel mai puternic din tribul Flexerilor, dar și cel mai sensibil. Nu prea are încredere în el și calcă în străchini când ți-e lumea mai dragă. Tânjește doar după iubire și afecțiune.c.
- Balk - Principalul atu al lui Balk e capul lui. Asemenea unui ciocan de cauciuc, îl folosește ca să dărâme orice îi iese în cale. Păcat doar că nimicește atât de mult, că ajunge să fie cam împrăștiat și nu-și amintește întotdeauna ce voia să spună. La fel ca și ceilalți flexeri, e foarte inteligent.

#### Glorp Corp
Un trib bazat pe goo. Toți trei sunt baieti și locuiesc într-un castel în cea mai adânca parte a mlaștinii adânci.
- Glomp - Pune întotdeauna la cale planuri trăznite, dar ai grijă la nasul lui care curge.
- Glurt - Acest dulău bălos are nevoie mare să înfulece toate gunoaiele care îi ies în cale.
- Torts - El este liderul grupei și este foarte puternic.

#### Spikels
Un trib bazat pe piroane. Toți trei sunt defensivi și se învârt rapid.
- Footi - Lunganului acestuia îi place la nebunie să sară și să țopăie cu picioarele lui țepoase.
- Scorpi - Ochiosului acesta îi place să se ghemuiască, ceea ce e cam dificil când ai țepi.
- Hoogi - Îi place să strângă lumea în brațe, deși nu-i ușor  cu mâinile lui ca niște gheare țepoase

#### Wiztastics
Un trib bazat pe magie. Toți trei pot deveni invizibili și au diferite desene pe corpurile lor.
- Mesmo - Acest asistent conpensează lipsa lui de spectacol cu o coada magică cara scapa vrăji misterioase.
- Magnifo - S-ar putea sa fie ca o branza, dar acest super-increzator magician pune o mulțime de energie in fiecare spectacol ca sa fie adorat de toti in lume.
- Wizwuz - Oricare ar fi vrăjile magice de eructat sau care sta in jur. Acest asistent amuzant îi place să performeze.

#### Glowkii
Un trib care locuiește pe partea întunecată a lunii.
- Boogly -
- Globert -
- Vampos -

#### Orbitonii
Acest trib locuiește pe lună.
- Niksput -
- Nurp-Naut - acest orbiton are două personalități: de bătrân și de copil
- Rokit -

#### Lixerii
- Spugg -
- Tungster -
- Turg -

#### Klinkerii
- Gox -
- Jinky -
- Kamzo -

#### Frosticonii
- Krog
- Chilbo
- Snoof

#### Lixerii
- Spugg
- Turg
- Tungster

#### Weldos
- Kramm
- Forx
- Wuzzo

#### Glorp Corp
- Dribbal
- Gurggle
- Slusho

#### Munchos
- Snax
- Berp
- Vaka-Waka

### Nixelii
- Nixelii - Nixelii sunt creaturi și dușmani ai Mixelilor și vor să distrugă orice combinație pe care Mixelii o fac. Asta este pentru că ei se consideră mult mai superiori decât Mixelii, dar pot să spună doar „nix”. Spre deosebire de Mixeli, Nixelii se pot divide.
- Maiorul Nixel (en. Major Nixel) - Maiorul Nixel este liderul Nixelilor. Nu ca și ceilalți Nixeli, el este capabil de a vorbi, dar este sluga regelui nixel, mai ales pentru nixeli.
- Regele Nixel (en. King Nixel) - Regele Nixel este regele suprem al nixelilor.

## Episoade
| Premiera originală | Premiera în România | N/o | Titlu român                                                         | Titlu englez                                   |  |
| ------------------ | ------------------- | --- | ------------------------------------------------------------------- | ---------------------------------------------- |  |
|                    |                     |     |                                                                     |                                                |  |
| PRIMUL SEZON       |                     |     |                                                                     |                                                |  |
|                    |                     |     |                                                                     |                                                |  |
| 12.02.2014         | 03.02.2014          | 01  | Cocosmăr                                                            | Coconapple                                     |  |
|                    |                     |     |                                                                     |                                                |  |
| 14.02.2014         | 10.02.2014          | 02  | Dușul cu lavă fierbinte                                             | Hot Lava Shower                                |  |
|                    |                     |     |                                                                     |                                                |  |
| 19.02.2014         | 17.02.2014          | 03  | Prăjifursec                                                         | Cookironi                                      |  |
|                    |                     |     |                                                                     |                                                |  |
| 04.03.2014         | 24.02.2014          | 04  | Electropiatra                                                       | Electrorock                                    |  |
|                    |                     |     |                                                                     |                                                |  |
| 11.03.2014         | 03.03.2014          | 05  | Nixels                                                              | Nixels                                         |  |
|                    |                     |     |                                                                     |                                                |  |
| 18.03.2014         | 10.03.2014          | 06  | Groapa                                                              | Pothole                                        |  |
|                    |                     |     |                                                                     |                                                |  |
| 18.03.2014         | 17.03.2014          | 07  | Murp                                                                | Murp                                           |  |
|                    |                     |     |                                                                     |                                                |  |
| 25.03.2014         | 24.03.2014          | 08  | Poștașul                                                            | Mailman                                        |  |
|                    |                     |     |                                                                     |                                                |  |
| 25.03.2014         | 31.03.2014          | 09  | Încă un Nixel                                                       | Another Nixel                                  |  |
|                    |                     |     |                                                                     |                                                |  |
| 05.05.2014         | 07.04.2014          | 10  | Piatrăminge                                                         | Rockball                                       |  |
|                    |                     |     |                                                                     |                                                |  |
| 05.05.2014         | 14.04.2014          | 11  | Schimbarea unui bec                                                 | Changing a Lightbulb                           |  |
|                    |                     |     |                                                                     |                                                |  |
| 21.05.2014         | 21.04.2014          | 12  | Culorile nepotrivite                                                | Wrong Colors                                   |  |
|                    |                     |     |                                                                     |                                                |  |
| 02.06.2014         | 28.04.2014          | 13  | Mixarea Nixelilor                                                   | Mix Over                                       |  |
|                    |                     |     |                                                                     |                                                |  |
| 02.06.2014         | 05.05.2014          | 14  | Barbecuburi                                                         | Bar-B-Cubes                                    |  |
|                    |                     |     |                                                                     |                                                |  |
| 05.06.2014         | 30.06.2014          | 15  | Rampa de zăpadă                                                     | Snow Half Pipe                                 |  |
|                    |                     |     |                                                                     |                                                |  |
| 05.06.2014         | 26.05.2014          | 16  | Nebunia benzii de Șunculnăcior                                      | Hamlogna Conveyer Belt Madness                 |  |
|                    |                     |     |                                                                     |                                                |  |
| 12.06.2014         | 23.06.2014          | 17  | Distracție de vodevil                                               | Vaudeville Fun                                 |  |
|                    |                     |     |                                                                     |                                                |  |
| 19.06.2014         | 16.06.2014          | 18  | Mâncaioșii aruncă butucul                                           | Fang Gang Log Toss                             |  |
|                    |                     |     |                                                                     |                                                |  |
| 19.06.2014         | 12.05.2014          | 19  | Bate palma                                                          | High Five                                      |  |
|                    |                     |     |                                                                     |                                                |  |
| 26.06.2014         | 09.06.2014          | 20  | Liftul                                                              | Elevator                                       |  |
|                    |                     |     |                                                                     |                                                |  |
| 31.08.2014         | 13.09.2014          | 21  | Cel mai mare și cel mai tare mini-episod cu Mixel din toate timpule | The Biggest and Most Epic Mixels Minisode Ever |  |
|                    |                     |     |                                                                     |                                                |  |
| 31.08.2014         | 13.09.2014          | 22  | Murp ștrengarul                                                     | Murp Romp                                      |  |
|                    |                     |     |                                                                     |                                                |  |
| SEZONUL 2          |                     |     |                                                                     |                                                |  |
|                    |                     |     |                                                                     |                                                |  |
| 09.03.2015         |                     | 23  | -                                                                   | Only You Can Prevent Forest Freezes, Only You! |  |
|                    |                     |     |                                                                     |                                                |  |
| 09.03.2015         |                     | 24  | -                                                                   | Houston, We Have a Problem!                    |  |
|                    |                     |     |                                                                     |                                                |  |
| 09.03.2015         |                     | 25  | -                                                                   | Crater Tots!                                   |  |
|                    |                     |     |                                                                     |                                                |  |
| 09.03.2015         |                     | 26  | -                                                                   | Things That Go Murp in the Night!              |  |
|                    |                     |     |                                                                     |                                                |  |
| 09.03.2015         |                     | 27  | -                                                                   | Don't Pull the Gravity Plug!                   |  |
|                    |                     |     |                                                                     |                                                |  |
| 09.03.2015         |                     | 28  | -                                                                   | Tall Tales from Da Moon!                       |  |
|                    |                     |     |                                                                     |                                                |  |
| 26.09.2015         |                     | 29  | -                                                                   | Quest for the Mixamajig                        |  |
|                    |                     |     |                                                                     |                                                |  |
| 05.03.2016         |                     | 30  | -                                                                   | Every Knight Has Its Day                       |  |
|                    |                     |     |                                                                     |                                                |  |
| 01.10.2016         |                     | 31  | -                                                                   | Nixel Nixel Go Away                            |  |
|                    |                     |     |                                                                     |                                                |  |

## Legături externe
- Mixels Arhivat în 1 februarie 2014, la Wayback Machine. la Lego.com
- Site web oficial
- Site web oficial în română